# رود تسیویل
رود تسیویل (روسی: Большой Цивиль، آوانگاری Boljšoj Civilj؛ IPA: [bɐlʲˈʂoj tsʲɪˈvʲilʲ]) یک رودخانه در استان چوواشستان کشور روسیه است.